# Якимовичи (Гомельская область)
Якимовичи (бел. Якімавічы) — агрогородок, центр Якимовичского сельсовета Калинковичского района Гомельской области Белоруссии.
Поблизости (2,5 км от деревни) расположено месторождение песка.

## География
В 24 км на северо-запад от районного центра, 25 км от железнодорожной станции Калинковичи (на линии Гомель — Лунинец), 146 км от Гомеля.
На западной окраине река Ипа (приток реки Припять).

## История
По письменным источникам известна с XVI века как деревня в Минском воеводстве Великого княжества Литовского, на дороге Бобруйск — Чернигов, великокняжеская собственность. В 1526 году пожалована дворянину М. Заморецкому. Под 1568 год обозначена в метрике короля Сигизмунда II Августа как селение в Мозырской волости.
После 2-го раздела Речи Посполитой (1793 год) в составе Российской империи. В 1806 году построена деревянная Преображенская церковь. В её архиве хранились метрические книги с 1799 года. В 1850 году село в Речицком уезде Минской губернии, владение помещиков Толстых. Обозначена на карте 1866 года, использовавшейся Западной мелиоративной экспедицией работавшей в этих местах. В 1876 году дворянин Голенищев-Кутузов-Толстой владел в селах Кочищи и Якимовичи 24 047 десятинами земли, 2 водяными мельницами, 3 трактирами. В 1883 году открыта церковно-приходская школа, для которой в том же году построено здание. Согласно переписи 1897 года действовали церковь, церковно-приходская школа, хлебозапасный магазин; на север от деревни размещалось одноимённое поместье. Рядом с деревней находится проложенный мелиоративной экспедицией И. Жилинского в 1890-98 годы канал Ипа (27 верст). В 1908 году в Дудичской волости Речицкого уезда.
С 20 августа 1924 года центр Якимовичского сельсовета Калинковичского, с 27 сентября 1930 года Мозырского, с 3 июля 1939 года Калинковичского районов Мозырского (до 26 июля 1930 года и с 21 июня 1935 года по 20 февраля 1938 года) округа, с 20 февраля 1938 года Полесской, с 8 января 1934 года Гомельской областей.
В 1928 году организован колхоз «Красный маяк», работали конная круподёрка и кузница. В 1930-х годах начальная школа преобразована в 7-летнюю (в 1935 году 177 учеников). Во время Великой Отечественной войны в боях за деревню и окрестности погибли 220 советских солдат и 3 партизана (похоронены в братской могиле в центре деревни). 70 жителей погибли на фронте. Согласно переписи 1959 года центр колхоза «Ленинская Искра». Расположены лесопилка, механическая и швейная мастерские, средняя школа, клуб, библиотека, фельдшерско-акушерский, пункт, ветеринарный участок, отделение связи, 2 магазина.
В 2011 году деревня Якимовичи преобразована в агрогородок.

## Население
- 1799 год — 12 дворов.
- 1850 год — 39 дворов.
- 1885 год — 238 жителей.
- 1897 год — 80 дворов, 492 жителя (согласно переписи).
- 1908 год — 92 двора, 569 жителей.
- 1959 год — 550 жителей (согласно переписи).
- 2004 год — 159 хозяйств, 466 жителей.

## Транспортная сеть
Транспортные связи по просёлочной, затем автомобильной дороге Гомель — Лунинец. Планировка состоит из изогнутой, близкой к меридиональной ориентации улицы. Застройка двусторонняя, деревянная усадебного типа. В деревне поселились переселенцы из Чернобыльской зоны, для которых в 1988 году построены кирпичные дома на 50 семей.